# Waka Waka (This Time for Africa)
Waka Waka (This Time for Africa) oder Waka Waka (Esto es África) ist ein Lied der kolumbianischen Sängerin Shakira, das am 7. Mai 2010 veröffentlicht wurde.

## Veröffentlichung
Es gibt eine englisch- und eine spanischsprachige Version des Liedes. Bei beiden Versionen ist der Refrain auf Fang. Er stammt aus dem 1986 erschienenen Lied „Zangalewa“ der kamerunischen Band Golden Sounds. Es ist heute noch als Soldatenlied in vielen Teilen Afrikas verbreitet.
Am 26. April 2010 verkündete Shakira auf ihrer offiziellen Internetseite, dass sie zusammen mit der südafrikanischen Gruppe Freshlyground das offizielle Lied zur Fußball-Weltmeisterschaft 2010, Waka Waka (This Time for Africa), eingespielt habe.

## Musikvideo
Das Musikvideo erreichte auf YouTube bis Juli 2024 über 4 Milliarden Aufrufe und ist das meistgesehene Musikvideo der Sängerin.

## Kommerzieller Erfolg

### Chartplatzierungen
| ChartsChartplatzierungen       | Höchstplatzierung | Wochen |
| ------------------------------ | ----------------- | ------ |
| Deutschland (GfK)              | 1 (75 Wo.)        | 75     |
| Österreich (Ö3)                | 1 (63 Wo.)        | 63     |
| Schweiz (IFPI)                 | 1 (86 Wo.)        | 86     |
| Spanien (Promusicae)           | 1 (70 Wo.)        | 70     |
| Vereinigte Staaten (Billboard) | 38 (18 Wo.)       | 18     |
| Vereinigtes Königreich (OCC)   | 21 (33 Wo.)       | 33     |

| ChartsJahrescharts (2010) | Platzierung |
| ------------------------- | ----------- |
| Deutschland (GfK)         | 2           |
| Österreich (Ö3)           | 2           |
| Schweiz (IFPI)            | 1           |
| Spanien (Promusicae)      | 1           |

| ChartsJahrescharts (2011) | Platzierung |
| ------------------------- | ----------- |
| Schweiz (IFPI)            | 33          |
| Spanien (Promusicae)      | 30          |

| ChartsJahrescharts (2010–2019) | Platzierung |
| ------------------------------ | ----------- |
| Österreich (Ö3)                | 17          |

### Auszeichnungen für Musikverkäufe
Im Januar 2023 erhielt Waka Waka (This Time for Africa) eine vierfache Platin-Schallplatte für über 1,2 Millionen verkaufte Einheiten in Deutschland. Das Lied zählt damit zu den meistverkauften Singles des Landes. Bereits im Jahr 2011 erhielt die Single Fünffach-Gold und 2010 bereits Doppelplatin.
| Land/Region                  | Auszeichnungen für Musikverkäufe (Land/Region, Auszeichnung, Verkäufe) | Verkäufe  |
| ---------------------------- | ---------------------------------------------------------------------- | --------- |
| Australien (ARIA)            | Gold                                                                   | 35.000    |
| Belgien (BRMA)               | 2× Platin                                                              | 60.000    |
| Brasilien (PMB)              | 3× Diamant                                                             | 750.000   |
| Dänemark (IFPI)              | 2× Platin                                                              | 60.000    |
| Deutschland (BVMI)           | 4× Platin                                                              | 1.200.000 |
| Finnland (IFPI)              | Platin                                                                 | 13.248    |
| Frankreich (SNEP)            | Platin                                                                 | 462.000   |
| Italien (FIMI)               | 6× Platin                                                              | 180.000   |
| Kanada (MC)                  | 8× Platin                                                              | 640.000   |
| Mexiko (AMPROFON)            | Diamant · + 2× Platin                                                  | 420.000   |
| Neuseeland (RMNZ)            | 2× Platin                                                              | 60.000    |
| Österreich (IFPI)            | 2× Platin                                                              | 60.000    |
| Schweden (IFPI)              | 9× Platin                                                              | 360.000   |
| Schweiz (IFPI)               | 3× Platin                                                              | 90.000    |
| Spanien (Promusicae)         | 6× Platin                                                              | 240.000   |
| Vereinigte Staaten (RIAA)    | Platin                                                                 | 1.760.000 |
| Vereinigtes Königreich (BPI) | 2× Platin                                                              | 1.200.000 |
| Insgesamt                    | 2× Gold · 50× Platin · 4× Diamant ·                                    | 7.470.248 |

Hauptartikel: Shakira/Auszeichnungen für Musikverkäufe

## Coverversionen
Eine deutschsprachige Coverversion von Waka Waka erschien 2011 auf der CD BOB Musik – Das gelbe Album der Comic-Figur SpongeBob. Der Titel konnte sich als Downloadtrack auf Platz 43 der deutschen Singlecharts von Media Control platzieren.